# SEAQ
Le SEAQ est un système électronique de cotation créé par la Bourse de Londres en 1986, le premier du genre en Europe, qui permet de fixer et afficher les cours de 3500 sociétés, de tous les pays, classées en quatre catégories en fonction de la liquidité.
C'est le succès du NASDAQ américain qui a amené la Bourse de Londres à créer le SEAQ, premier système électronique de cotation international en Europe. L'objectif était aussi de permettre à la Bourse de Londres de quitter progressivement le système de la corbeille. Ces pays ayant réagi par des mesures pour rendre leur propre marché plus compétitif, le SEAQ a vu son volume d'activité diminuer et le London Stock Exchange (LSE) a par la suite décidé d'en faire un marché boursiers des sociétés moyennes.

## Histoire
Dès avril 1984, le marché à terme anglais donne l'autorisation d'une "double cotation", qui permet aux intermédiaires financiers anglais de coter et négocier des valeurs cotées sur d'autres grands marchés boursiers en Europe. Est particulièrement visée la Bourse de Paris, où un impôt de Bourse frappe toutes les transactions.
Le London Stock Exchange est alors en pourparlers avec les gestionnaires de divers réseaux internationaux (Quotron, Reuters) pour mettre les services de SEAQ à la disposition de 200000 courtiers du monde entier.
En février 1986, la Bourse de Londres signe un accord avec Reuters, pour partager les infrastructures de cotation électronique, afin de préparer le "big bang" du 26 octobre 1986, qui voit une profonde dérèglementation de la place financière de Londres. Reuters fait alors reconnaître sa filiale Instinet comme un courtier officiel.
Le SEAQ offre alors aux courtiers londoniens un monopole partiel, car leur nom figure en face des cours des sociétés, avec le cours offert par le courtier, tandis que le système de cotation électronique de Reuters est neutre, y compris pour des ordres de bourse modestes.
En septembre 1985, quand Reuters avait lancé un service permettant de réunir sur le même écran des cours de différentes teneurs de marché pour une même action, la Bourse de Londres avait interdit à ses courtiers d'y participer.

## Problèmes
Le SEAQ donne de fait un monopole sur l'afflux des ordres aux courtiers "teneurs de marché", qui peuvent contrôler les prix, sous forme d'une fourchette associant un prix acheteur et un prix vendeur. Par ailleurs, le marché européen des actions est resté fragmenté en de nombreux marchés locaux, problème qui s'est atténué avec la création de l'euro, dont l'Angleterre ne fait pas partie, tout en laissant persister une certaine dispersion.

## Conséquences
Le succès rencontré par le SEAQ dans les années 80 a laissé entrevoir la possibilité d'un grand marché européen centralisé pour l'ensemble des sociétés, ou presque, sur le modèle du NASDAQ américain. Un peu plus tard, l'association des spécialistes européens du capital-risque a créé l'EASDAQ, un projet de marché boursier électronique paneuropéen pour les jeunes sociétés en forte croissance, afin de faciliter les levées de fonds des entrepreneurs via le capital-risque.